# 로레나 브란들
로레나 브란들(독일어: Lorena Brandl, 1997년 5월 15일~)은 독일의 태권도 선수이다. 세계 선수권 대회에서 동메달 1개를 획득했다.

## 경력
1997년 바이에른주 미텔슈테텐에서 태어났으며 10살때인 2007년에 태권도를 시작했다. 2013년에 독일 청소년 국가대표로 발탁되었으며 이듬해인 2014년에 처음으로 독일 성인 대표 선수가 되었다.
브란들은 2015년 첼랴빈스크, 2017년 무주, 2019년 맨체스터에서 열린 세계 선수권 대회 +73kg급에 출전했지만 매번 메달을 획득하지 못했다. 2016년에는 몽트뢰, 2018년에는 카잔, 2021년에는 소피아, 2022년에는 맨체스터에서 열린 유럽 선수권 대회에 참가했다. 2019년에는 바리에서 열린 유럽 엑스트라 선수권 대회 +67kg급에서 준우승을 차지했고 2021년에는 도쿄 올림픽 예선 토너먼트에 참가해 +67kg급 3위를 차지했지만 올림픽 출전 자격을 얻지는 못했다. 
2022년 10월 맨체스터에서 열린 그랑프리 대회에서 알테아 로랭을 꺾고 +67kg급 금메달을 획득했다. 같은 해 11월 과달라하라에서 열린 2022년 세계 선수권 대회에서 동메달을 획득했다.
2023년 5월 바쿠에서 열린 2023년 세계 선수권 대회에 출전했으며 +73kg급 개막전(32강)에서 크로아티아의 니카 클레파츠에게 패했다. 같은 해 10월 타이위안 그랑프리에 참가하여 동메달을 획득했다. 이 해에 브란들은 올림픽 랭킹 8위에 올랐으며 이로 인해 2024년 1월 독일에서 열리는 2024년 올림픽 +67kg 체급 예선 출전권을 획득했다
2024년 5월 베오그라드에서 열린 2024년 유럽 선수권 대회 결승전에서 튀르키예의 나피아 쿠슈를 꺾고 우승을 차지했다.